# Rubus velox
Rubus velox är en rosväxtart som beskrevs av Liberty Hyde Bailey. Rubus velox ingår i släktet rubusar, och familjen rosväxter. Inga underarter finns listade i Catalogue of Life.